# خافيير غوميز-نافارو
خافيير غوميز-نافارو (13 سبتمبر 1945 - 29 أغسطس 2024)، هو سياسي وشخصية أعمال إسباني، ولد في 13 سبتمبر 1945 في مدريد في إسبانيا. سياسيا نشط في الحزب الاشتراكي العمالي الإسباني. شغل منصب وزير التجارة والسياحة بين عامي 1993 و1996، ورئيس المجلس الأعلى للغرف التجارية بين عامي 2005 و2014.

## وصلات خارجية
- خافيير غوميز-نافارو على موقع أوليمبيديا (الإنجليزية)